# ژان-لوئی دوبو دو لافوره
ژان-لوئی دوبو دو لافوره (به فرانسوی: Jean-Louis Dubut de Laforest) نویسنده قرن نوزدهم میلادی اهل فرانسه است.